# Hot Girls Wanted: Turned On
Hot Girls Wanted: Turned On ist eine US-amerikanische Doku-Serie zum Film Hot Girls Wanted, die seit dem 21. April 2017 auf Netflix abgerufen werden kann.

## Handlung
Die Dokuserie beschäftigt sich mit dem Dating-Verhalten von Nutzern von Apps für Mobile Dating, wie z. B. Tinder und Grindr.
Die sechsteilige Anthologie berichtet, wie das Internet Sex und Beziehungen von heute bestimmt. Es werden Personen vorgestellt, die ihren Lebensunterhalt mit Sex vor der Kamera verdienen; „Produzentinnen, die weibliche Fantasien verfilmen“ und Normalbürger, die Liebe und Sex übers Internet suchen.

## Episodenliste

### Staffel 1
| Nr. (ges.)                                                                     | Nr. (St.) | Deutscher Titel          | Originaltitel      | Erstveröffentlichung | Deutschsprachige Erstveröffentlichung (D/A/CH) | Regie                    | Darsteller                |
| ------------------------------------------------------------------------------ | --------- | ------------------------ | ------------------ | -------------------- | ---------------------------------------------- | ------------------------ | ------------------------- |
| 1                                                                              | 1         | Frauen obenauf           | Women on Top       | 9. Dez. 2016         | 9. Dez. 2016                                   | Peter Logreco            |                           |
| Feministische hochwertige Pornografie                                          |           |                          |                    |                      |                                                |                          |                           |
| 2                                                                              | 2         | Love Me Tinder           | Love Me Tinder     | 9. Dez. 2016         | 9. Dez. 2016                                   | Jill Bauer, Ronna Gradus |                           |
| Dating von Frauen über Tinder                                                  |           |                          |                    |                      |                                                |                          |                           |
| 3                                                                              | 3         | Verantwortung übernehmen | Owning It          | 9. Dez. 2016         | 9. Dez. 2016                                   | Rashida Jones            | Erika Lust, Holly Randall |
| Rekrutierung von Frauen für die Porno-Industrie                                |           |                          |                    |                      |                                                |                          |                           |
| 4                                                                              | 4         | Money Shot               | Money Shot         | 9. Dez. 2016         | 9. Dez. 2016                                   | Sandra C. Alvarez        | Bailey Rayne              |
| Probleme von Pornodarstellern im normalen Leben                                |           |                          |                    |                      |                                                |                          |                           |
| 5                                                                              | 5         | Ganz privat              | Take Me Private    | 9. Dez. 2016         | 9. Dez. 2016                                   | Jill Bauer, Ronna Gradus | Meena Serendib            |
| Folge über Live-Cam Girl                                                       |           |                          |                    |                      |                                                |                          |                           |
| 6                                                                              | 6         | Filme weiter             | Don’t Stop Filming | 9. Dez. 2016         | 9. Dez. 2016                                   | Peter Logreco            |                           |
| Eine 18-Jährige streamt eine Vergewaltigung über Periscope und wird angeklagt. |           |                          |                    |                      |                                                |                          |                           |

## Rezeption
„Teil zwei der Netflix-Dokuserie "Hot Girls Wanted: Turned On" beschäftigt sich mit dem Dating-Verhalten in Zeiten von Tinder, Grindr und Co. Machen uns diese Apps zu egoistischen und asozialen Dating-Monstern? Produzentin Rashida Jones deckt die Oberflächlichkeit vieler Nutzer auf erschreckende Weise auf.“